# 鄯善机场
鄯善机场是一個中國機場，位於新疆維吾爾自治區鄯善縣，在建1969年興建，建成初期為軍用機場。